# Tempoczów-Dziadówki
Tempoczów-Dziadówki – część wsi Tempoczów-Rędziny w Polsce, położona w województwie świętokrzyskim, w powiecie kazimierskim, w gminie Skalbmierz.
W latach 1975–1998 Tempoczów-Dziadówki administracyjnie należały do województwa kieleckiego.